# Egretă mică

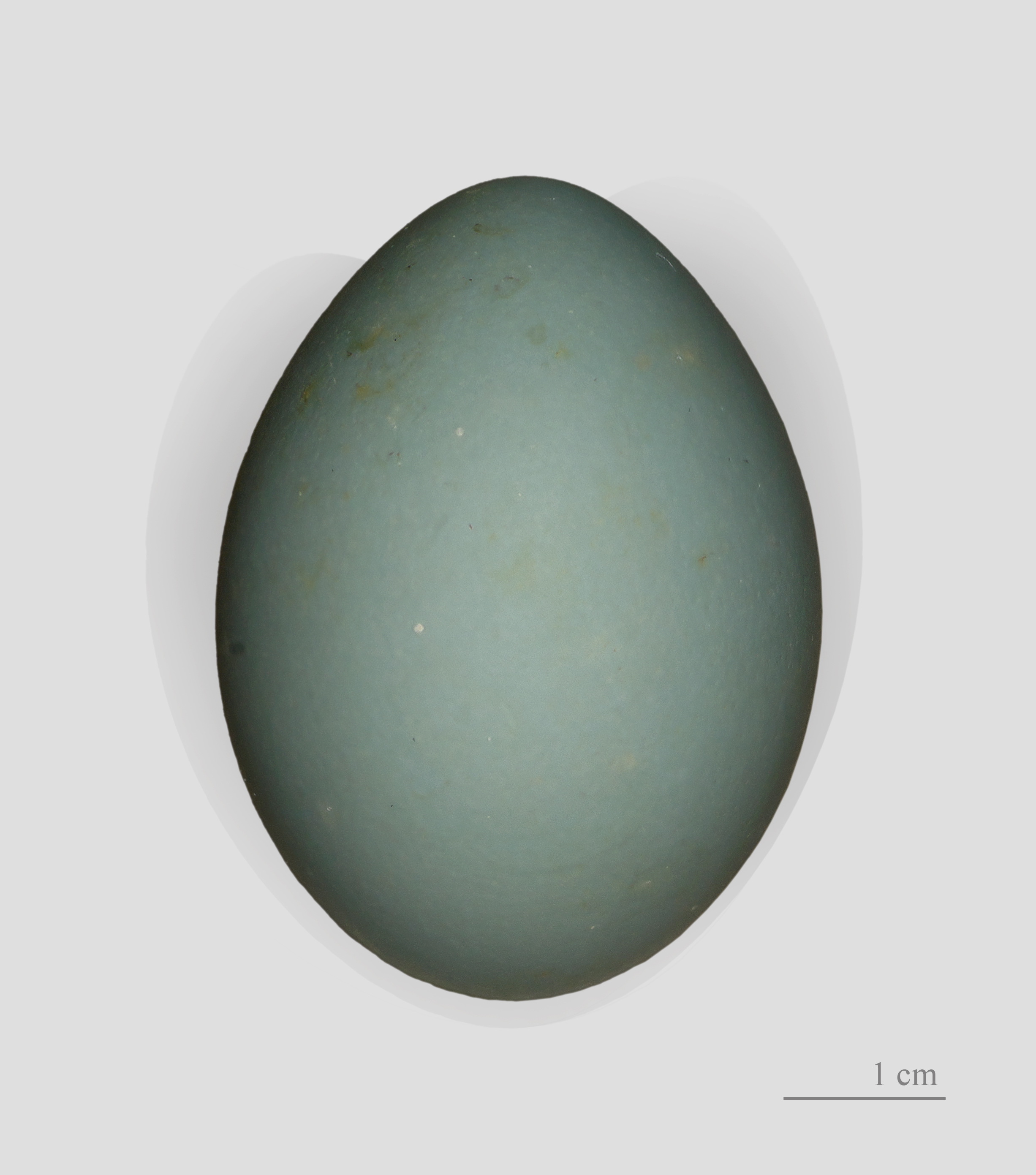
Ou de Egretta garzetta

Egretta garzetta (sinonim: Ardea garzetta), cunoscută și ca egreta mică, bâtlan mic, ceapur alb mic (reg.), stârc alb mic, este o pasăre de baltă care face parte din genul Egretta, familia Ardeidae, ordinul Ciconiiformes.